# St. Antonius (Buchach)

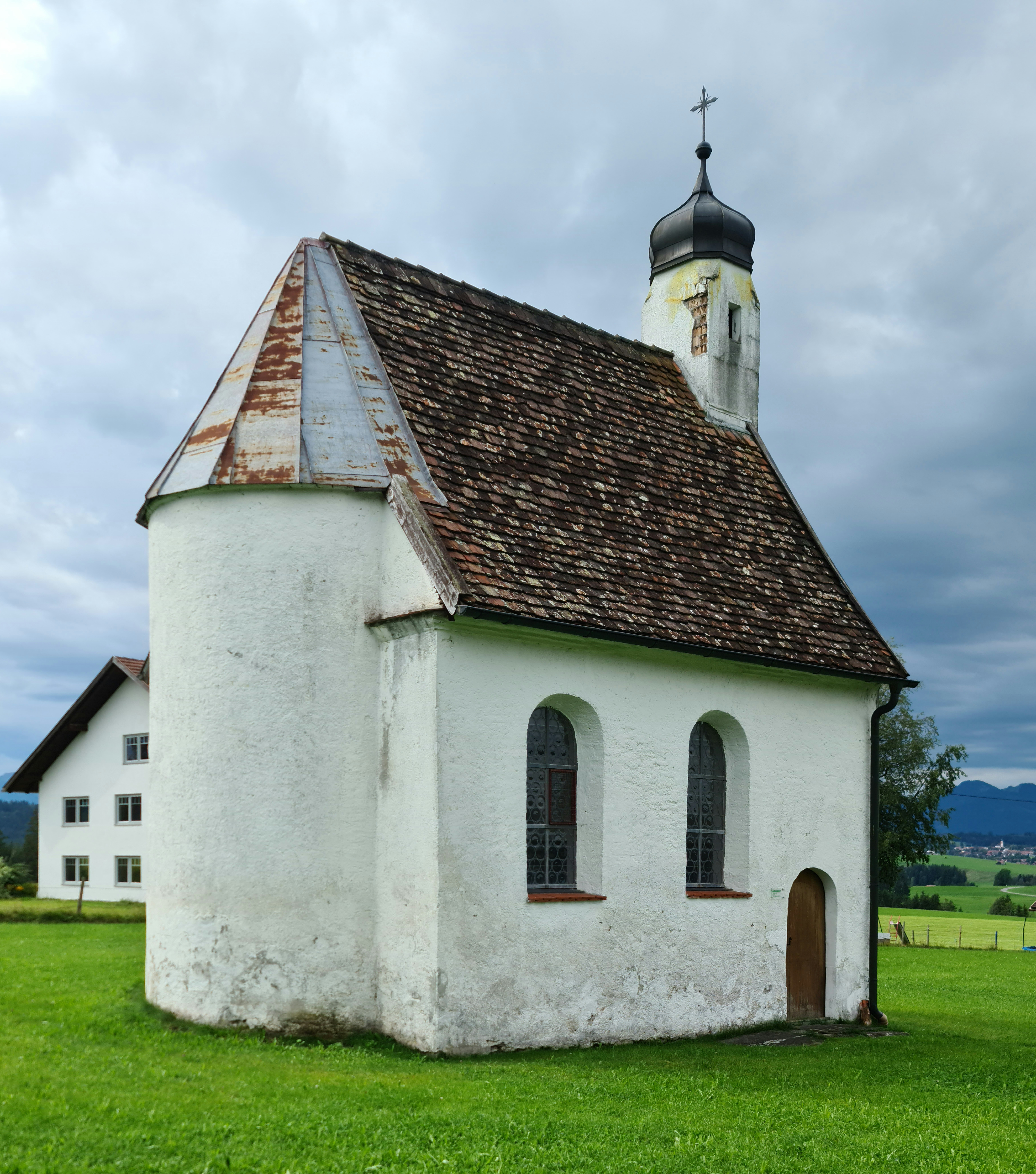
St. Antonius der Eremit in Buchach

Die römisch-katholische Kapelle St. Antonius der Eremit ist eine Kapelle im Seeger Gemeindeteil Buchach, einem weit abgelegenen Weiler am Rande des Sulzschneider Forstes, wurde 1738 erbaut. Die Erlaubnis zur Abhaltung von Messen wurde 1739 erteilt.

## Beschreibung
Die stattliche Kapelle mit der Größe einer kleinen Filialkirche besteht aus einem Langhaus mit zwei großzügigen Fensterjochen und einem kurzen halbrund schließenden Altarraum. Auf dem Westgiebel sitzt ein niedriger leicht ausspringender Dachreiter mit einer Zwiebelhaube.
Das Innere ist mit einer Flachdecke abgeschlossen. An deren Kanten, an den Seitenaltar-Wandnischen, am Chorbogen, den Fenstern und an den Kartuschen, die zu den Seitenaltären gehören, ist sparsamer Stuck angebracht. Die gemauerte Emporenbrüstung ist mit Kassettenstuck und einem Ecce-Homo-Gemälde (2. Hälfte 18. Jahrhundert) verziert.

Innenansicht des Kirchleins

Hochaltar

Der stilvolle, reich mit Akanthus verzierte Hochaltar aus der Erbauungszeit zeigt im schmalen, hochaufragenden Altarblatt die Muttergottes mit den Heiligen Antonius von Padua (links) und Antonius Eremita (rechts). Davon abweichend hält Michael Petzet den rechten Heiligen für Benedikt. Im Auszugsbild ist Johannes Nepomuk zu sehen.
Die schmalen Seitenaltäre bestehen jeweils aus drei Teilen, einem vor der Wand stehenden Betstuhl mit einem aus der Wand vorkragenden Brett, der stuckumrahmten Wandnische und dem darüber angebrachten Kartuschenfresko. Die Muttergottes (links) von 1670 wird Jörg Bairhof aus Füssen, die Andreasfigur (rechts) von 1740 wird Josef Schweiger zugeschrieben. Die Fresken zeigen links den hl. Hubertus und rechts den hl. Prokapius.
Der bauzeitliche Kreuzweg von 1738 stammt von Anton Miller aus Hitzleried. In der Kapelle ist noch das originale Gestühl vorhanden. Unter der Empore befindet sich ein Votivbild von 1799.

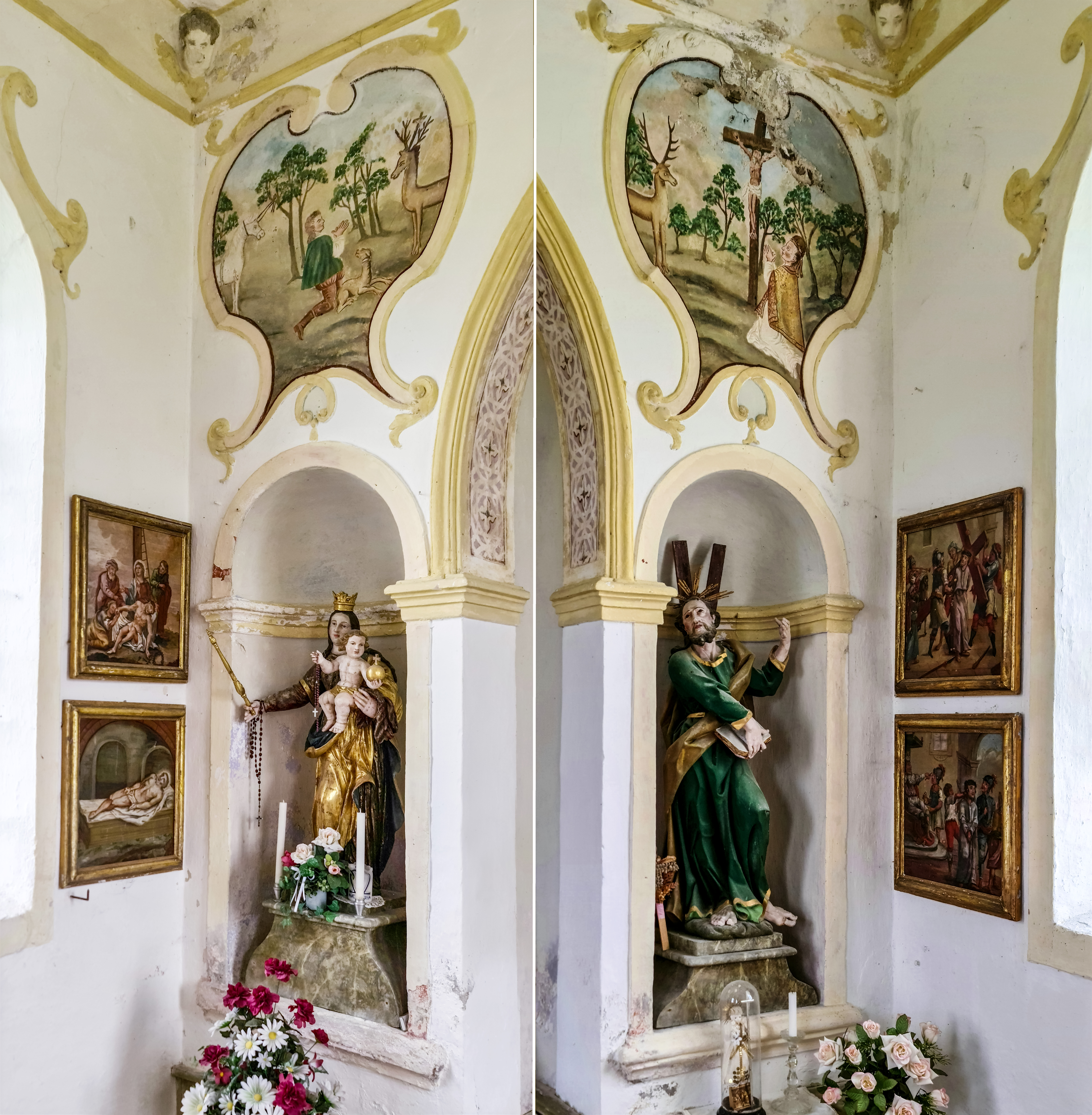
Die Seitenaltäre mit daneben hängenden Kreuzwegbildern